# Туусула
Ту̀усула (на фински: Tuusula; на шведски: Tusby, Ту̀сбю) е град и община във Финландия, провинция Южна Финландия, област Уусимаа. Намира се северно от Хелзинки. В последните години градът се намира в агломерацията на Хелзинки. Градът се състои от три центъра и няколко селски поселения. Градът е възникнал през 19 век като база за руския гарнизон и днес наброява 20 000 жители население. Районите Юкела и Келоски имат по около 5000 жители.

## Ръст на населението
- 1987 – 26 234
- 1990 – 27 328
- 1997 – 29 957
- 2000 – 31 957
- 2002 – 33 377
- 2004 – 34 513
- 2005 – 34 890

## Побратимени градове
- Опегор, Норвегия
- Солентюна, Швеция
- Хвидовръ, Дания
- Вини, Естония
- Аугустов, Полша
- Район Целе, Германия
- Видное, Русия
- Керетаро, Мексико

## Личности
- Айно Лейно
- Алексис Киви